# L1A1
L1A1, також SLR — британська самозарядна гвинтівка калібру 7,62 мм, що є варіантом відомої FN FAL. Наразі замінена в армії Великої Британії на SA80.

## Історія
Наприкінці 1940-х — початку 1950-х років в Англії розроблено проміжний патрон .280 British і автомат під нього EM-2, прийняті на озброєння в 1951 році. Однак незабаром під тиском США було зроблено вибір на користь американського варіанту набою 7,62×51 мм НАТО, який був не проміжним, а двічі вкороченим гвинтівковим. Найбільш вдалою зброєю під новий набій було визнано гвинтівку FN FAL. На випробуваннях 1954—1957 років перемогу здобув варіант під індексом Х8Е5. Надалі ця зброя була піддана деякому доопрацюванню: з'явився щілиноподібний полум'ягасник, на стінках затвора були виштамповані поздовжні пази, що грали роль брудозбірників, руків'я для зведення (встановлене зліва) та руків'я для перенесення зроблені складними. Приклад, цівка та пістолетне руків'я виконані з армованого скловолокном пластику. Нова самозарядна зброя була прийнята на озброєння 1 березня 1957 року.
На початку 1960-х років для L1A1 почали використовувати нові гвинтівкові гранати, що не вимагають від гранатомета спеціальних холостих патронів. У 1974 році для гвинтівки було розроблено приціл SUIT.
L1A1 виробляли або закуповували 80 держав, більша частина з яких була домініонами або колоніями Британської імперії. Наприклад, в Індії виробляли копію L1A1-I-A SL, що відрізнялася від британської моделі прикладом, подібним до такого у гвинтівки Lee-Enfield.

## Опис
За винятком відсутності режиму стрільби безперервними чергами, L1A1 практично повністю відповідає гвинтівці FN FAL. Іншими відмінностями стали 4 різних по довжині приклади та відсутність затримки затвора. Для підвищення ефективності стрілянини в сутінках в основу мушки було вставлено радіоактивне джерело освітлення Betalight. Приціл SUIT характеризується відсутністю стандартного перехрестя, натомість є прицільна мітка, підсвічена червоним світлом тритієвого джерела (Trilux). Інтенсивність підсвічування можна регулювати.

## Канадський варіант
C1 — канадський варіант L1A1, що відрізняється формою прикладу і полум'ягасника, а також можливістю заряджання магазина без від'єднання від гвинтівки за допомогою обойми на 5 патронів. Було прийнято на озброєння Канади у червні 1955 року. Діоптричний приціл мав 5 отворів, що відповідали дальності стрільби від 186 до 550 метрів (200—600 ярдів).
В 1958 на озброєння військово-морських сил Канади надійшов варіант C1 D, що має можливість стрільби чергами. В 1959 з'явилися варіанти С1А1/C1A1 D, змінені з метою зниження витрат на виробництво. Відмінностями стали: відсутність отворів у цівці, ударник з двох частин, пластмасові деталі замість дерев'яних, новий щілинний полум'ягасник, що дозволяє використовувати стандартні гвинтівкові гранати НАТО.
С2 — варіант ручного кулемету, що відрізняється більш важким стволом та наявністю сошок, які мають дерев'яні накладки і в складеному вигляді утворювали цівку. Крім магазинів на 20 набоїв могли використовуватися і 30-зарядні. Приціл розрахований на вогонь на дистанції до 914 м (1000 ярдів). 1960 року з'явився варіант С2А1, змінений аналогічно С1А1.